# Ольховчанское сельское поселение
Ольховчанское сельское поселение — муниципальное образование в Чертковском районе Ростовской области.
Административный центр поселения — село Ольховчик.

## Административное устройство
В состав Ольховчанского сельского поселения входят:
- село Ольховчик;
- хутор Куцаевский;
- хутор Павловка;
- хутор Петровский;
- хутор Чуевский.

## Население
| 2010  | 2012  | 2013  | 2014  | 2015  | 2016  | 2017  |
| ----- | ----- | ----- | ----- | ----- | ----- | ----- |
| 1804  | ↘1729 | ↘1705 | ↘1665 | ↘1647 | ↘1603 | ↘1594 |
| 2018  | 2019  | 2020  | 2021  |       |       |       |
| ↘1579 | ↘1561 | ↘1534 | ↘1513 |       |       |       |